# Mario Urbinati
 (juillet 2024).
La mise en forme du texte ne suit pas les recommandations de Wikipédia : il faut le « wikifier ».
Les points d'amélioration suivants sont les cas les plus fréquents. Le détail des points à revoir est peut-être précisé sur la page de discussion.
- Les titres sont pré-formatés par le logiciel. Ils ne sont ni en capitales, ni en gras.
- Le texte ne doit pas être écrit en capitales (les noms de famille non plus), ni en gras, ni en italique, ni en « petit »…
- Le gras n'est utilisé que pour surligner le titre de l'article dans l'introduction, une seule fois.
- L'italique est rarement utilisé : mots en langue étrangère, titres d'œuvres, noms de bateaux, etc.
- Les citations ne sont pas en italique mais en corps de texte normal. Elles sont entourées par des guillemets français : « et ».
- Les listes à puces sont à éviter, des paragraphes rédigés étant largement préférés. Les tableaux sont à réserver à la présentation de données structurées (résultats, etc.).
- Les appels de note de bas de page (petits chiffres en exposant, introduits par l'outil «  Source ») sont à placer entre la fin de phrase et le point final[comme ça].
- Les liens internes (vers d'autres articles de Wikipédia) sont à choisir avec parcimonie. Créez des liens vers des articles approfondissant le sujet. Les termes génériques sans rapport avec le sujet sont à éviter, ainsi que les répétitions de liens vers un même terme.
- Les liens externes sont à placer uniquement dans une section « Liens externes », à la fin de l'article. Ces liens sont à choisir avec parcimonie suivant les règles définies. Si un lien sert de source à l'article, son insertion dans le texte est à faire par les notes de bas de page.
- La présentation des références doit suivre les conventions bibliographiques. Il est recommandé d'utiliser les modèles {{Ouvrage}}, {{Chapitre}}, {{Article}}, {{Lien web}} et/ou {{Bibliographie}}. Le mode d'édition visuel peut mettre en forme automatiquement les références.
- Insérer une infobox (cadre d'informations à droite) n'est pas obligatoire pour parachever la mise en page.

Pour une aide détaillée, merci de consulter Aide:Wikification.
Si vous pensez que ces points ont été résolus, vous pouvez retirer ce bandeau et améliorer la mise en forme d'un autre article.
Mario Urbinati (Bologne, 18 octobre 1885 – Rome, 24 mai 1964) était un ingénieur italien, diplômé de l'École polytechnique de Turin en 1910.
Directeur technique des sociétés des transports publics de Rome, STEFER et ATAC, il est connu en Italie et dans le monde pour l'invention de la « Giostra Urbinati ».

## Biographie
Après avoir terminé ses études secondaires à Bologne, il s'inscrit à l'école d'ingénieur de Bologne en Génie industriel. Il se transfère à Turin et s'inscrit à l'École Polytechnique d'où il sort diplômé avec les félicitations en 1910. Il obtient son diplôme avec les meilleures notes, les honneurs et la possibilité de publication de sa thèse.

## Activité professionnelle
Immédiatement après l'obtention de son diplôme, il est embauché par FIAT dans la division chargée de la production des gros moteurs diesel pour la propulsion navale, qui deviendra la société FIAT Grandi Motori SpA en 1923.
Huit mois plus tard, il est recruté par la société des transports publics de Rome, STEFER, et s'installe définitivement dans la capitale italienne. Il dirigea les travaux de construction de la ligne de tramway Genzano-Velletri (it) (achevée en 1913) et de son embranchement vers Lanuvio (achevé en 1916).
Dans les années 1930, il fut responsable de la modernisation et du développement des lignes vers les Castelli Romani et, en particulier celles vers Capannelle et Cinecittà. (NDR : À l'époque, Cinecittà était située à l'extérieur de la ville de Rome, à 10 km au sud-est du centre de la capitale italienne). C'est lors de la mise au point de ces projets, qu'il a développé la fameuse "Giostra Urbinati" (couronne de pivotement Urbinati).
Missionné par la société SACOP de Rome, il étudia le projet novateur d'un métro sur pneumatiques dans la capitale italienne, résolvant ainsi de manière originale le lourd problème des aiguillage. Ce principe sera repris par la RATP et Michelin pour le métro de Paris, en 1951.
Il a ensuite étudié un dispositif de recharge des batteries qui a été adopté par les Chemins de fer de l'État italien - FS sous le nom de "Transverter Urbinati".

## La «Giostra Urbinati»
Il s'agit d'un système d'articulation des rames de tramways inventé pour le projet des lignes de tramways devant desservir la zone des Castelli Romani. Les rames conventionnelles de l'époque (1911) comprenant deux caisses, ne pouvaient rouler sur une voie dont le rayon de courbure était, au minimum , de 18 mètres. La « Giostra Urbinati » est un système de jonction et d'articulation des caisses, caractérisé par la taille minimale des pièces mobiles et capable de réduire au minimum la distance entre les caisses et les vibrations, avec l'utilisation d'un seul bogie centré entre les caisses, entraînant moins de perturbations pour les voyageurs qui peuvent se déplacer d'une caisse à l'autre pendant le trajet. Ce système permet de réduire notablement le rayon de courbure des voies, notamment urbaines. Appliqué en 1938 sur la voiture STEFER N°. 401, il a été utilisé avec profit pendant plus de cinquante ans par nombre de constructeurs étrangers.